# مظاهر مجیدی
مظاهر مجیدی سرتیپ دوم سپاه پاسداران انقلاب اسلامی است، که هم‌اکنون فرماندهی سپاه انصارالحسین همدان را برعهده دارد.
وی فعالیت نظامی را در خلال جنگ ایران و عراق و از سال ۱۳۶۲ در سپاه همدان آغاز کرد. مجیدی از سال ۱۳۸۰ تا ۱۳۸۲ فرمانده گردان ۵۵ پیاده تيپ ۳۲ انصارالحسین بود، در فاصله سال‌های ۱۳۸۲ تا ۱۳۸۸ به‌عنوان معاون هماهنگ‌کننده و رئیس ستاد تيپ ۳۲ انصارالحسین فعالیت می‌کرد و از ۱۳۸۸ تا ۱۳۹۲ فرماندهی لشکر ۳۲ انصارالحسین را برعهده داشت.
او از ۱۳۹۲ تا ۱۳۹۶ جانشین فرمانده سپاه انصارالحسین همدان بود و از مردادماه ۱۳۹۶ فرمانده سپاه انصارالحسین همدان است. مجیدی در سال ۱۴۰۲ به‌دلیل سرکوب خشونت‌آمیز اعتراضات ۱۴۰۱ توسط وزارت خزانه‌داری آمریکا تحریم شد.